# Гауденціо Феррарі
Гауде́нціо Ферра́рі (італ. Gaudenzio Ferrari; 1475, Вальдуджа, П'ємонт — 1516, Мілан) — італійський живописець.

## Біографія
Народився у Вальдуджі в п'ємонтських Альпах. У ранній творчості зазнав сильного впливу Леонардо да Вінчі і його міланських послідовників. Його крайній еклектичний індивідуальний стиль увібрав в себе також риси творчості Порденоне і Лоренцо Лотто, деякі елементи гравюр Альбрехта Дюрера.
Феррарі писав фрески виключно на релігійні сюжети, а також вівтарні образи, працюючи в основному у рідному П'ємонті і в Ломбардії. Однією з найяскравіших і найефектніших робіт художника є фреска «Розп'яття» (1513), що виконана для церкви Санта-Марія-делле-Граціє у Варалло. Серед робіт пізнього періоду становить інтерес цикл фресок «Сцени з життя Діви Марії» (1529—1534) для церкви Сан-Крістофоро у Верчеллі.
Феррарі працював багато і плідно, однак багато його робіт не збереглись. Останні роки життя художник провів у Мілані, де і помер 31 січня 1516 року.

## Творчість

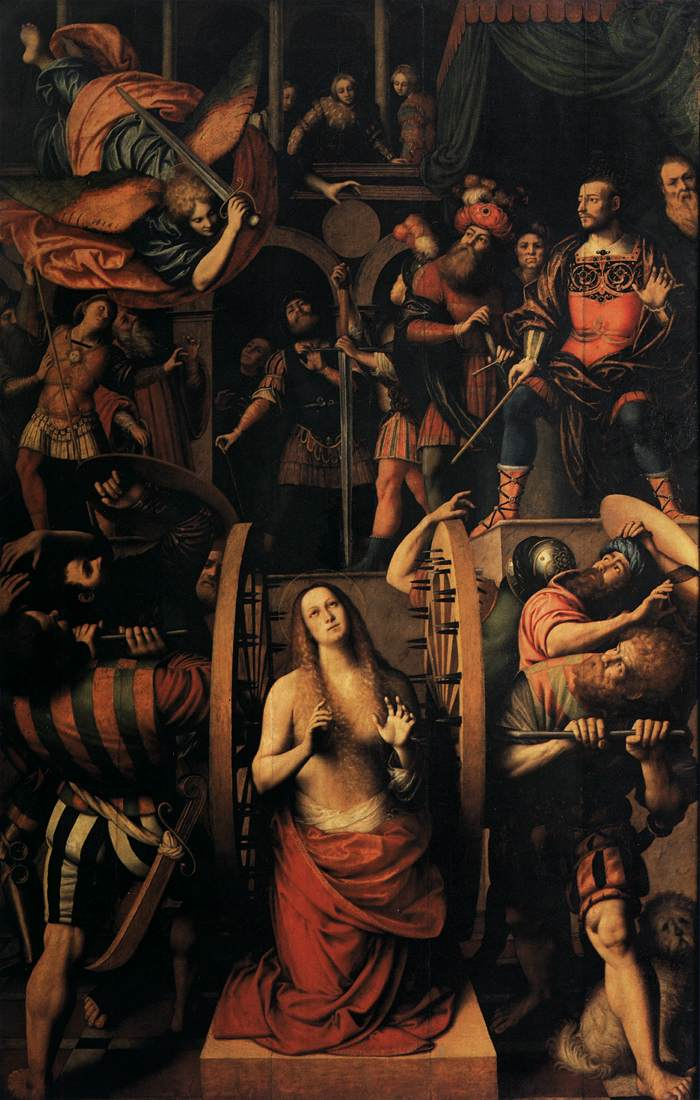
«Мучеництво святої Катерини», 1541—1543, Пінакотека Брера, Мілан

У ранніх роботах художника, яким притаманний розчулено-благочестивий настрій, серед яких великі вівтарні образи «Різдво Христове» в церкві міста Арони, «Мадонна зі святими» в церкві Сан-Гауденціо в Новарі і «Заручини св. Катерини» в тамтешньому соборі, помітні риси умбрійської школи. 
Згодом із запозиченого від Леонардо, Рафаеля та інших майстрів, він виробив свій власний, до деякої міри реалістичний стиль, який характеризують складність композиції, жвавість фігур, своєрідна привабливість їх типів, малюнок правильний, але дещо жорсткий, часто важкі ракурси, колорит світлий, блискучий, але не завжди гармонійний. У цьому стилі виконані фрески Феррарі в церкві Санта-Марія-делле-Граціе в Варалло («Стрітення», «Обрізання» і сцени Страстей Господніх), в Сан-Крістофоро в Верчеллі (сцени з життя Діви Марії, її взяття на небо та ін.), в Санта-Марія-прессо-Сан-Чельсо в Мілані («Хрещення Господнє»), фрески, написані в інших міланських церквах і перенесені тепер в пінакотеку Брера, в рефекторії монастиря в Саронно поблизу Мілана та ін., а також багато станкових картин, з яких особливо виділяються «Оплакування Спасителя» і «Мадонна на троні між св. Маврикієм і Мартином» в галереї міста Турин, «Мучеництво св. Катерини» в пінакотеці Брера і «Несіння хреста» в церкві містечка Каннобіо, на Лаго-Маджоре.
З учнів Феррарі головні — Джузеппе ді Амадео Джовеноне, Бернардіно Ланіні і Джованні-Баттіста делла Черва.